# Navios Históricos em Baltimore

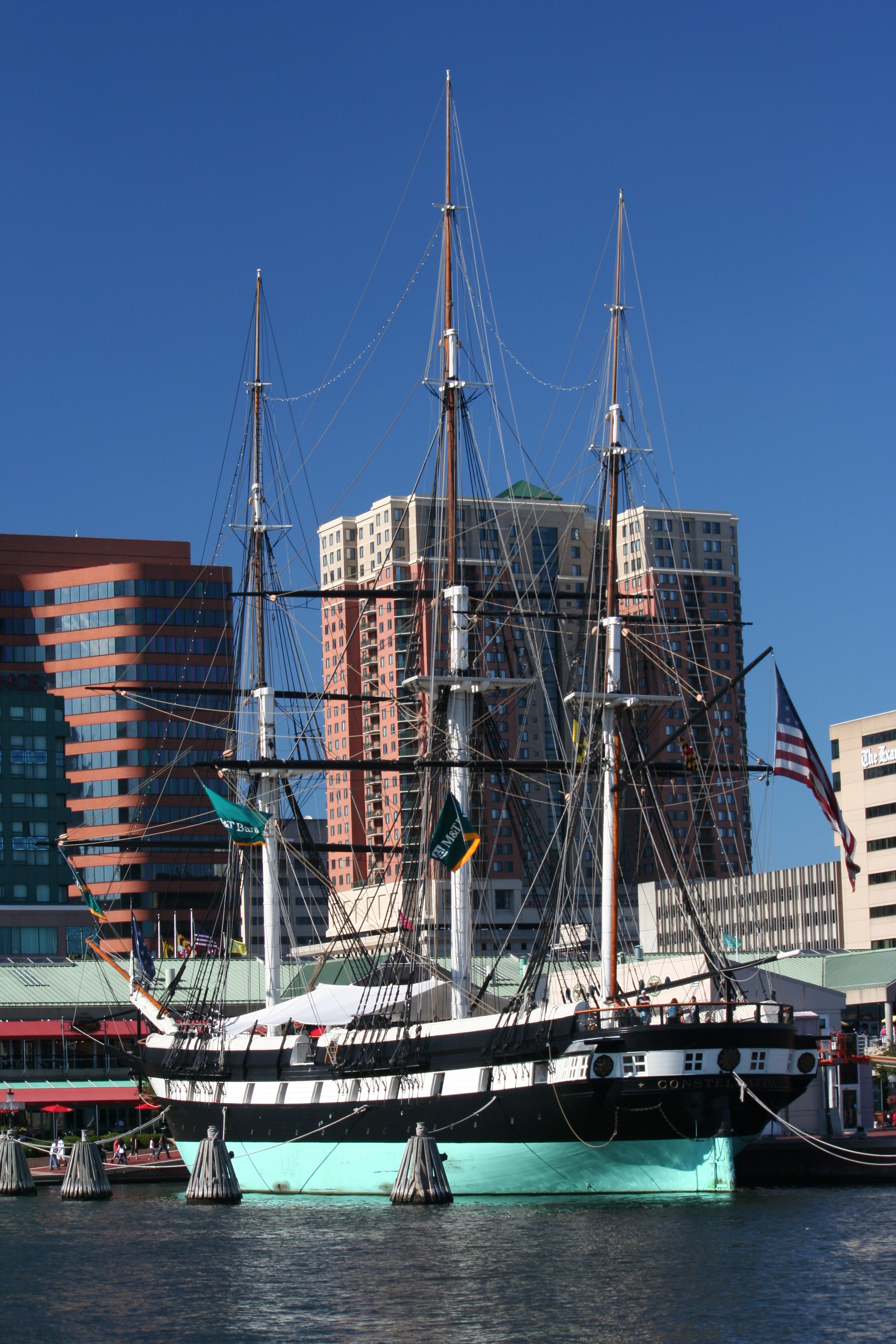
USS Constellation (1854), ancorado no Inner Harbor em Baltimore

Navios Históricos em Baltimore (em inglês: Historic Ships in Baltimore), criado como resultado da fusão do USS Constellation Museum e do Museu Marítimo de Baltimore, é um museu marítimo localizado no Inner Harbor de Baltimore, Maryland, nos Estados Unidos.
A coleção do museu inclui quatro navios-museu históricos e um farol:
- USS Constellation, uma sloop-of-war
- USCGC Taney (WHEC-37), um cúter da Guarda Costeira
- USS Torsk, um submarino da Segunda Guerra Mundial
- Chesapeake (LV-116), um navio-farol
- Seven Foot Knoll Light, um farol palafita

Todos estão listados no Registro Nacional de Lugares Históricos. Os três navios também são Narcos Históricos Nacionais. O navio da Classe Liberty SS John W. Brown também é portado de Baltimore. A Historic Ships in Baltimore é uma afiliada da Living Classrooms Foundation.